# 구례 화엄사 사사자 삼층석탑
구례 화엄사 사사자 삼층석탑(求禮 華嚴寺 四獅子 三層石塔)은 전라남도 구례군 화엄사에 있는 통일신라시대의 3층석탑이다. 사리탑(舍利塔)이라고도 불린다.

## 형태
화엄사 사사자삼층석탑은 불국사 다보탑과 비교되는 탑으로 그 형식면에서도 아주 독특하다. 기본 구조형은 2층기단 위에 삼층석탑의 기본형을 따르고 있으나 상층기단에서 특이한 의장(意匠)을 보인다. 하단(下壇)의 각면에 3구씩으로 도합 12구의 천인상(天人像)을 양각으로 표현했고 상성기단(上成基壇)의 사우(四隅)에는 좌형(坐形)의 자웅사자를 기둥처럼 세우고 그 중앙에 승형입상(僧形立像)을 두어 위의 무게를 받게 하였다. 탑신은 기단에 비해 비율이 작은 느낌이 드나 층급(層級：받침)은 5단이고 초층에는 각 면마다 문비(門扉)의 문양이 새겨 있으며 그 양 옆에서 인왕상(仁王像)이 배치되어 섬세한 효과를 낸다. 착상이 기발하고 특이한 형식을 갖춘 점에서 불국사의 동쪽 다보탑과 쌍벽을 이룬다. 높이는 7.17미터이다.

## 석탑 안과 앞에 있는 스님상

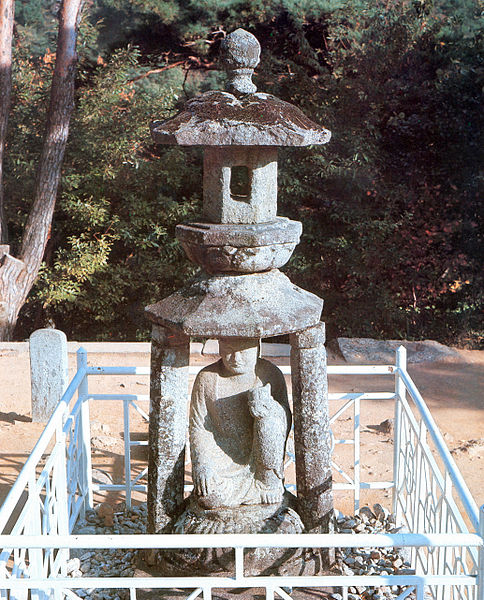
석탑 앞 석등

석탑 안에 있는 스님상은 화엄사를 창건한 연기조사의 어머니인 비구니의 모습이라고 하며, 석탑 바로 앞에 있는 석등 안에 무릎을 꿇고 앉아 있는 숭상은, 효성이 지극하였던 연기조사가 어머니에게 차 공양을 하는 모습이라고 한다.

## 평가
이 탑에서는 통일신라시대 당시 신앙의 일면과 함께 조각의 독특한 재주를 엿볼 수 있으며 현재 한국에 남은 사자탑 가운데 가장 우수한 작품으로 불국사의 다보탑과 함께 한국석탑의 쌍벽을 이룬다.

## 사진

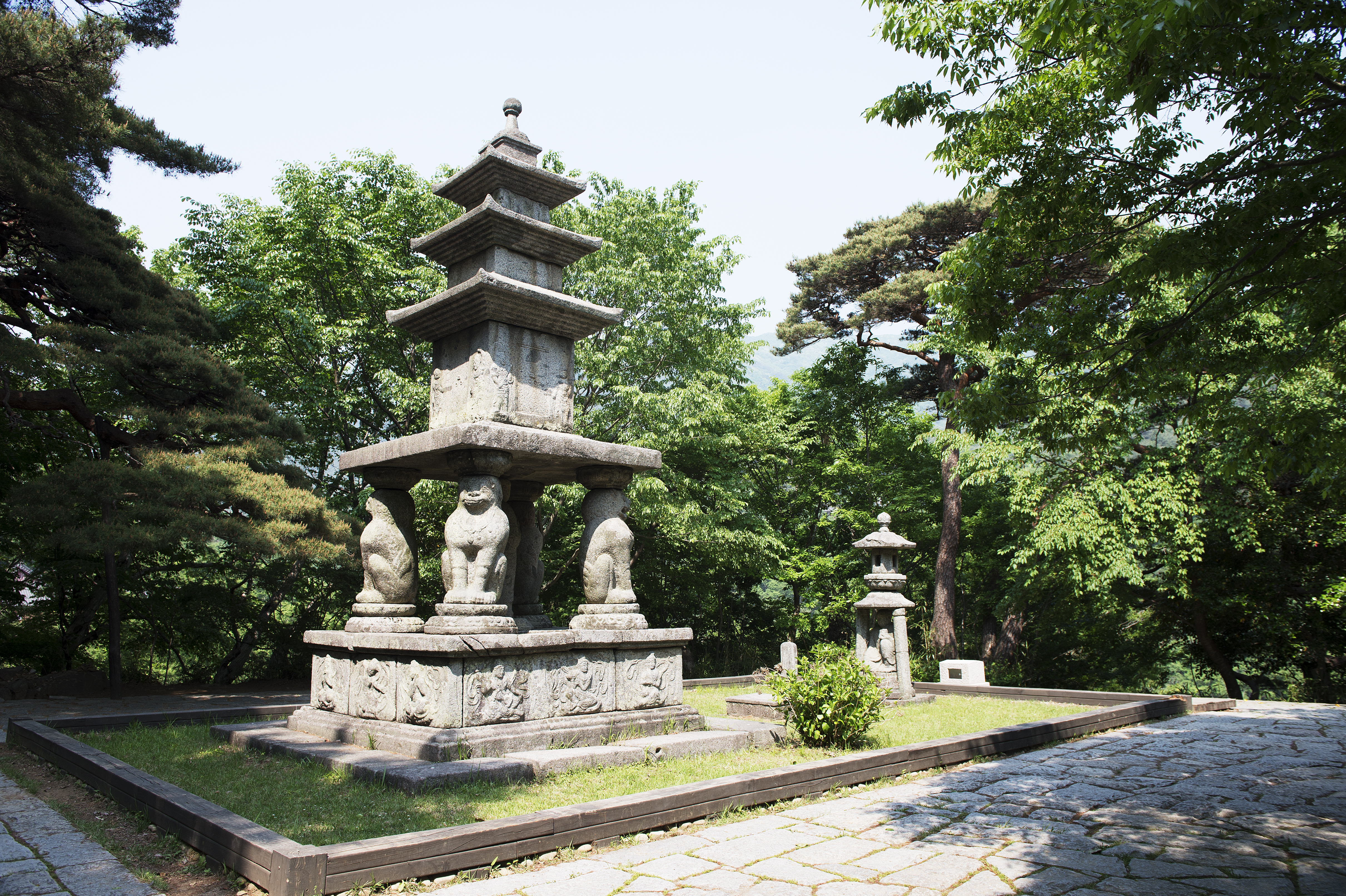

## 참고자료
- 구례 화엄사 사사자 삼층석탑 - 국가유산청 국가유산포털